# Temporada 1974 del Campeonato Mundial de Resistencia

## Carreras
| 1000 Kilómetros de Monza 25/04/1974 Autodromo Nazionale di Monza  | 1000 Kilómetros de Monza 25/04/1974 Autodromo Nazionale di Monza | 1000 Kilómetros de Monza 25/04/1974 Autodromo Nazionale di Monza | 1000 Kilómetros de Monza 25/04/1974 Autodromo Nazionale di Monza | 1000 Kilómetros de Monza 25/04/1974 Autodromo Nazionale di Monza | 1000 Kilómetros de Monza 25/04/1974 Autodromo Nazionale di Monza |
| Pos                                                               | N°                                                               | Piloto                                                           | Auto                                                             | Equipo                                                           | Clase                                                            |
| ----------------------------------------------------------------- | ---------------------------------------------------------------- | ---------------------------------------------------------------- | ---------------------------------------------------------------- | ---------------------------------------------------------------- | ---------------------------------------------------------------- |
| 1°                                                                | 3                                                                | Merzario / Andretti                                              | Alfa Romeo T33/TT/12                                             | Autodelta SpA                                                    | S3.0                                                             |
| 2°                                                                | 4                                                                | Ickx / Stommelen                                                 | Alfa Romeo T33/TT/12                                             | Autodelta SpA                                                    | S3.0                                                             |
| 3°                                                                | 6                                                                | Facetti / de Adamich                                             | Alfa Romeo T33/TT/12                                             | Autodelta SpA                                                    | S3.0                                                             |
| 4°                                                                | 7                                                                | Bell / Hailwood                                                  | Mirage Gulf GR7 Ford                                             | Gulf Racing                                                      | S3.0                                                             |
| 5°                                                                | 8                                                                | van Lennep / Müller                                              | Porsche Carrera RSR Turbo                                        | Martini Racing Team                                              | S3.0                                                             |
| 6°                                                                | 9                                                                | Pica / Pianta                                                    | Lola T282 Ford                                                   | Jolly Club                                                       | S3.0                                                             |
| 7°                                                                | 14                                                               | Jöst / Casoni                                                    | Porsche 908/03                                                   | Joest Racing                                                     | S3.0                                                             |
| 8°                                                                | 12                                                               | Laffite / Serpaggi                                               | Ligier JS2 Maserati                                              | Automobiles Ligier                                               | S3.0                                                             |
| 9°                                                                | 87                                                               | Fitzpatrick / Loos / Neuhaus                                     | Porsche Carrera RSR                                              | Gelo Racing                                                      | GT3.0                                                            |
| 10°                                                               | 52                                                               | Monti / Smith                                                    | Chevron B23 Ford                                                 | Peter Smith                                                      | S2.0                                                             |
| 11°                                                               | 95                                                               | Keller / Heyer                                                   | Porsche Carrera RSR                                              | Samson Kremer Team                                               | GT3.0                                                            |
| 12°                                                               | 86                                                               | Neuhaus / Pesch                                                  | Porsche Carrera RSR                                              | Gelo Racing                                                      | GT3.0                                                            |
| 13°                                                               | 88                                                               | Bonomelli / Keyser / Schenetti                                   | Porsche Carrera RSR                                              | Ennio Bonomelli                                                  | GT3.0                                                            |
| 14°                                                               | 96                                                               | Kauhsen / Schickentanz                                           | Porsche Carrera RSR                                              | Samson Kremer Team                                               | GT3.0                                                            |
| 15°                                                               | 38                                                               | LeGuellec / Heavens                                              | Lola T294 Ford                                                   | Escudería Montjuich                                              | S2.0                                                             |
| 16°                                                               | 37                                                               | Moser / Nicodemi                                                 | Lola T294 BMW                                                    | Bretscher Racing                                                 | S2.0                                                             |
| 17°                                                               | 26                                                               | Blancpain / Dupont                                               | Chevron B26 Ford                                                 | Michel Dupont                                                    | S2.0                                                             |
| 18°                                                               | 94                                                               | Borri / Schön                                                    | Porsche Carrera RSR                                              | Jolly Club                                                       | GT3.0                                                            |
| 19°                                                               | 92                                                               | Sindel / Greger                                                  | Porsche Carrera RSR                                              | Sepp Greger                                                      | GT3.0                                                            |
| 20°                                                               | 59                                                               | Pozzo / Mussa                                                    | GRD S74 Ford                                                     | Monzeglio                                                        | S1.6                                                             |
| 21°                                                               | 33                                                               | Ferrier / "Gimax"                                                | Chevron B23 Ford                                                 | Michel Dupont                                                    | S2.0                                                             |
| 22°                                                               | 62                                                               | Tondelli / Soria                                                 | Chevron B26 Ford                                                 | Eris Tondelli                                                    | S1.3                                                             |
| 23°                                                               | 22                                                               | Rosselli / Galli                                                 | Abarth-Osella PA2                                                | Mugello Corse                                                    | S2.0                                                             |
| 24°                                                               | 21                                                               | Brambilla / Lafosse                                              | Abarth-Osella PA2                                                | Abarth-Osella                                                    | S2.0                                                             |
| 25°                                                               | 41                                                               | Gantner / Lehmann                                                | Lola T292 BMW                                                    | Joest Racing                                                     | S2.0                                                             |
| 26°                                                               | 15                                                               | Heiler / Schüler                                                 | Porsche 908/03                                                   | Joest Racing                                                     | S3.0                                                             |
| 27°                                                               | 45                                                               | Morelli / Nesti                                                  | Lola T294 Ford                                                   | Scuderia S. Michele                                              | S2.0                                                             |
| 28°                                                               | 28                                                               | Marzi / Moreschi                                                 | Chevron B23 Ford                                                 | Achille Marzi                                                    | S2.0                                                             |
| 29°                                                               | 51                                                               | Serblin / Bozzetto / Nardari                                     | March 74S BMW                                                    | Trivellato                                                       | S2.0                                                             |
| 30°                                                               | 35                                                               | Fallo / Cohen-Olivar                                             | Lola T294 Ford                                                   | Supercar                                                         | S2.0                                                             |
| 31°                                                               | 27                                                               | Anastasio / Boeris                                               | Chevron B23 Ford                                                 | Pasquale Anastasio                                               | S2.0                                                             |
| 32°                                                               | 58                                                               | Filannino / Piazzi                                               | Dallara 1600 Ford                                                | Roberto Filannino                                                | S1.6                                                             |
| 33°                                                               | 34                                                               | Pilone / Zorzi                                                   | GRD S73 Ford                                                     | Monzeglio                                                        | S2.0                                                             |
| 34°                                                               | 46                                                               | Gagliardi / "Pooky"                                              | Lola T292 Ferraris                                               | Scuderia Brescia Corse                                           | S2.0                                                             |
| 35°                                                               | 1                                                                | Beltoise / Jarier                                                | Matra-Simca MS670C                                               | Equipe Gitanes                                                   | S3.0                                                             |
| 36°                                                               | 11                                                               | Chasseuil / Leclère                                              | Ligier JS2 Maserati                                              | Automobiles Ligier                                               | S3.0                                                             |
| 37°                                                               | 31                                                               | Smith / Blades                                                   | Chevron B23 Ford                                                 | Robin Smith                                                      | S2.0                                                             |
| 38°                                                               | 2                                                                | Pescarolo / Larrousse                                            | Matra-Simca MS670C                                               | Equipe Gitanes                                                   | S3.0                                                             |
| 39°                                                               | 24                                                               | Mohr / Finotto                                                   | AMS 274 Ford                                                     | Jolly Club                                                       | S2.0                                                             |
| 1000 Kilómetros de Spa 05/05/1974 Spa-Francorchamps               |                                                                  |                                                                  |                                                                  |                                                                  |                                                                  |
| Pos                                                               | N°                                                               | Piloto                                                           | Auto                                                             | Equipo                                                           | Clase                                                            |
| 1°                                                                | 4                                                                | Ickx / Jarier                                                    | Matra-Simca MS670C                                               | Equipe Gitanes                                                   | S3.0                                                             |
| 2°                                                                | 5                                                                | Bell / Hailwood                                                  | Gulf Mirage GR7 Ford                                             | Gulf Racing                                                      | S3.0                                                             |
| 3°                                                                | 14                                                               | van Lennep / Müller                                              | Porsche Carrera RSR Turbo                                        | Martini Racing Team                                              | S3.0                                                             |
| 4°                                                                | 53                                                               | Fitzpatrick / Barth                                              | Porsche Carrera RSR                                              | Gelo Racing                                                      | GT                                                               |
| 5°                                                                | 40                                                               | Schickentanz / Kauhsen                                           | Porsche Carrera RSR                                              | Samson Kremer Team                                               | GT                                                               |
| 6°                                                                | 41                                                               | Keller / Heyer                                                   | Porsche Carrera RSR                                              | Samson Kremer Team                                               | GT                                                               |
| 7°                                                                | 44                                                               | Haldi / Ballot-Léna                                              | Porsche Carrera RSR                                              | Porsche Club Romand                                              | GT                                                               |
| 8°                                                                | 50                                                               | Finotto / Mohr                                                   | BMW 3.0 CSL 3.5                                                  | Jolly Club                                                       | T                                                                |
| 9°                                                                | 45                                                               | Chenevière / Zbinden                                             | Porsche Carrera RSR                                              | Porsche Club Romand                                              | GT                                                               |
| 10°                                                               | 51                                                               | Xhenceval / Peltier                                              | BMW 3.0 CSL 3.5                                                  | Jean Xhenceval                                                   | T                                                                |
| 11°                                                               | 54                                                               | Barth / Pesch / Neuhaus                                          | Porsche Carrera RSR                                              | Gelo Racing                                                      | GT                                                               |
| 12°                                                               | 52                                                               | Aubriet / "Depnic"                                               | BMW 3.0 CSL                                                      | Jean-Claude Aubriet                                              | T                                                                |
| 13°                                                               | 32                                                               | Raymond / Goodwin                                                | Lola T294 Ford                                                   | Target Racing                                                    | S2.0                                                             |
| 14°                                                               | 49                                                               | Braillard / de St. Hubert                                        | Porsche Carrera RS                                               | Jean-Pierre Gaban                                                | GT                                                               |
| 15°                                                               | 22                                                               | Schuppan / Lepp                                                  | Chevron B26 Ford                                                 | Forge Mill Racing                                                | S2.0                                                             |
| 16°                                                               | 8                                                                | Chasseuil / Migault                                              | Ligier JS2 Maserati                                              | Automobiles Ligier                                               | S3.0                                                             |
| 17°                                                               | 34                                                               | Dupont / Ferrier                                                 | Chevron B26 Ford                                                 | Scato                                                            | S2.0                                                             |
| 18°                                                               | 23                                                               | Hanson / Barrios                                                 | Chevron B26 Ford                                                 | Forge Mill Racing                                                | S2.0                                                             |
| 19°                                                               | 30                                                               | Welpton / Hine                                                   | Chevron B23 Ford                                                 | Pete Smith                                                       | S2.0                                                             |
| 20°                                                               | 31                                                               | Heavens / LeGuellec                                              | Lola T294 Ford                                                   | Escudería Montjuich                                              | S2.0                                                             |
| 21°                                                               | 28                                                               | Fletcher / Smith                                                 | Chevron B23 Ford                                                 | Robin Smith                                                      | S2.0                                                             |
| 22°                                                               | 46                                                               | Haxhe / Koinigg                                                  | Porsche Carrera RS                                               | Eberhard Sindel?                                                 | GT                                                               |
| 23°                                                               | 12                                                               | Torredemer / Pla                                                 | Porsche 908/03                                                   | Escudería Tibibado                                               | S3.0                                                             |
| 24°                                                               | 33                                                               | Joscelyne / Birchenhough / Crespin                               | Lola T294 Ford                                                   | Dorset Racing Associates                                         | S2.0                                                             |
| 25°                                                               | 27                                                               | Harrower / Clarkson                                              | Chevron B19 Ford                                                 | James Bell                                                       | S2.0                                                             |
| 26°                                                               | 9                                                                | Pianta / Pica                                                    | Lola T282 Ford                                                   | Jolly Club                                                       | S3.0                                                             |
| 27°                                                               | 25                                                               | Beckers / Fontaine                                               | Chevron B21 Ford                                                 | Christine Beckers                                                | S2.0                                                             |
| 28°                                                               | 3                                                                | Pescarolo / Larrousse                                            | Matra-Simca MS670C                                               | Equipe Gitanes                                                   | S3.0                                                             |
| 1000 Kilómetros de Nürburgring 19/05/1974 Nürburgring             |                                                                  |                                                                  |                                                                  |                                                                  |                                                                  |
| Pos                                                               | N°                                                               | Piloto                                                           | Auto                                                             | Equipo                                                           | Clase                                                            |
| 1°                                                                | 1                                                                | Jarier / Beltoise                                                | Matra-Simca MS670C                                               | Equipe Gitanes                                                   | S3.0                                                             |
| 2°                                                                | 3                                                                | Stommelen / Reutemann                                            | Alfa Romeo T33/TT/12                                             | Autodelta S.p.A.                                                 | S3.0                                                             |
| 3°                                                                | 4                                                                | de Adamich / Facetti                                             | Alfa Romeo T33/TT/12                                             | Autodelta S.p.A.                                                 | S3.0                                                             |
| 4°                                                                | 7                                                                | Hunt / Schuppan / Bell                                           | Gulf Mirage GR7 Ford                                             | Gulf Research Racing Company                                     | S3.0                                                             |
| 5°                                                                | 2                                                                | Larrousse / Pescarolo                                            | Matra-Simca MS670C                                               | Equipe Gitanes                                                   | S3.0                                                             |
| 6°                                                                | 8                                                                | Müller / van Lennep                                              | Porsche Carrera RSR Turbo                                        | Martini Racing-Porsche System                                    | S3.0                                                             |
| 7°                                                                | 9                                                                | Schurti / Koinigg                                                | Porsche Carrera RSR Turbo                                        | Martini Racing-Porsche System                                    | S3.0                                                             |
| 8°                                                                | 26                                                               | Hine / Grob                                                      | Chevron B23 Ford                                                 | K.V.G. Racing                                                    | S2.0                                                             |
| 9°                                                                | 5                                                                | Merzario / Redman                                                | Alfa Romeo T33/TT/12                                             | Autodelta S.p.A.                                                 | S3.0                                                             |
| 10°                                                               | 24                                                               | Jabouille / Depailler                                            | Alpine A441 Renault                                              | Alpine Renault                                                   | S2.0                                                             |
| 11°                                                               | 73                                                               | Glemser / Hezemans                                               | Ford Capri RS 3100                                               | Ford                                                             | T+2.0                                                            |
| 12°                                                               | 45                                                               | Barth / Fitzpatrick                                              | Porsche Carrera RSR                                              | Polifac Racing Team (GELO)                                       | GT+1.6                                                           |
| 13°                                                               | 41                                                               | Ballot-Léna / Wollek                                             | Porsche Carrera RSR                                              | R. Buchet                                                        | GT+1.6                                                           |
| 14°                                                               | 47                                                               | Haldi / Bosch                                                    | Porsche Carrera RSR                                              | Porsche Club Romand                                              | GT+1.6                                                           |
| 15°                                                               | 21                                                               | Gethin / Watson                                                  | Chevron B26 Hart                                                 | Derek Bennet                                                     | S2.0                                                             |
| 16°                                                               | 43                                                               | Keller / Kauhsen                                                 | Porsche Carrera RSR                                              | Samson Kremer Team                                               | GT+1.6                                                           |
| 17°                                                               | 34                                                               | Beckers / Ferrier                                                | Chevron B26 Ford                                                 | Ecurie Seiko                                                     | S2.0                                                             |
| 18°                                                               | 46                                                               | Stocks / Kelleners                                               | Porsche Carrera RSR                                              | STP Schweden                                                     | GT+1.6                                                           |
| 19°                                                               | 12                                                               | Jöst / Casoni                                                    | Porsche 908/03                                                   | Reinhold Jöst                                                    | S3.0                                                             |
| 20°                                                               | 64                                                               | Bonomelli / Geeraerts                                            | Porsche Carrera RSR                                              | Bonomelli Squadra Corse                                          | GT+1.6                                                           |
| 21°                                                               | 42                                                               | Schickentanz / Keller                                            | Porsche Carrera RSR                                              | Samson Kremer Team                                               | GT+1.6                                                           |
| 22°                                                               | 48                                                               | Chenevière / Zbinden                                             | Porsche Carrera RSR                                              | Porsche Club Romand                                              | GT+1.6                                                           |
| 23°                                                               | 51                                                               | Bertrams / Steckkönig                                            | Porsche Carrera RSR                                              | Hartwig Bertrams                                                 | GT+1.6                                                           |
| 24°                                                               | 50                                                               | Greger / Sindel                                                  | Porsche Carrera RSR                                              | Sepp Greger                                                      | GT+1.6                                                           |
| 25°                                                               | 28                                                               | Birchenhough / Zanuso / Joscelyne                                | Lola T294 Ford                                                   | Dorset Racing Associates                                         | S2.0                                                             |
| 26°                                                               | 58                                                               | Kauwertz / Drees                                                 | Porsche Carrera RSR                                              | Wolfgang Kauwertz                                                | GT+1.6                                                           |
| 27°                                                               | 57                                                               | Sasse / Konrad                                                   | Porsche Carrera RSR                                              | Hasselbecker-Racing-Team                                         | GT+1.6                                                           |
| 28°                                                               | 53                                                               | Schimpf / Christmann                                             | Porsche Carrera RSR                                              | Jägermeister Racing-Team                                         | GT+1.6                                                           |
| 29°                                                               | 60                                                               | Godel / Franke                                                   | Porsche Carrera RSR                                              | Sixtant Racing-Team                                              | GT+1.6                                                           |
| 30°                                                               | 61                                                               | Rulon-Miller / Lampe                                             | Porsche Carrera RSR                                              | Gante-Racing                                                     | GT+1.6                                                           |
| 31°                                                               | 32                                                               | Harrower / Bracey                                                | Chevron B19 Ford                                                 | James Bell                                                       | S2.0                                                             |
| 32°                                                               | 35                                                               | Dupont / Brillat                                                 | Chevron B26 Ford                                                 | Michel Dupont Racing                                             | S2.0                                                             |
| 33°                                                               | 22                                                               | Lepp / Burton                                                    | Chevron B26 Ford                                                 | Forge Mill Racing with Chevron Cars                              | S2.0                                                             |
| 34°                                                               | 56                                                               | Stenzel / Andersson                                              | Porsche Carrera RSR                                              | Foto-Quelle - Max Moritz Racing-Team                             | GT+1.6                                                           |
| 35°                                                               | 54                                                               | Ekberg / Larsson                                                 | Porsche Carrera RSR                                              | Team Västkuststugan - Porsche Kubero                             | GT+1.6                                                           |
| 36°                                                               | 6                                                                | Bell / Hailwood                                                  | Gulf Mirage GR7 Ford                                             | Gulf Research Racing Company                                     | S3.0                                                             |
| 37°                                                               | 27                                                               | Raymond / Goodwin                                                | Lola T294 BMW                                                    | Target Racing with Lola                                          | S2.0                                                             |
| 38°                                                               | 16                                                               | Anspann / Hild / Braun                                           | KMW SP30 Porsche                                                 | K.M.W.                                                           | S3.0                                                             |
| 39°                                                               | 55                                                               | Larsson / Simonsen / Ekberg                                      | Porsche Carrera RSR                                              | Team Västkuststugan - Porsche Kubero                             | GT+1.6                                                           |
| 40°                                                               | 20                                                               | Wijk / Brorsson                                                  | Astra RNR1 Ford                                                  | Team Viktor                                                      | S2.0                                                             |
| 41°                                                               | 72                                                               | Mass / Lauda                                                     | Ford Capri RS 3100                                               | Ford                                                             | T+2.0                                                            |
| 42°                                                               | 59                                                               | Schön / Borri                                                    | Porsche Carrera RSR                                              | Jolly-Club Milano                                                | GT+1.6                                                           |
| 43°                                                               | 52                                                               | Fischhaber / Schmid                                              | Porsche Carrera RSR                                              | Toni Fischhaber                                                  | GT+1.6                                                           |
| 44°                                                               | 33                                                               | Smith / Robarts                                                  | Chevron B23 Ford                                                 | Robin Smith                                                      | S2.0                                                             |
| 45°                                                               | 37                                                               | Obermoser / Basche                                               | TOJ SS02 BMW                                                     | Team Obermoser Jörg - Eurorace                                   | S2.0                                                             |
| 46°                                                               | 23                                                               | Long / Deutsch                                                   | Chevron B26 Ford                                                 | Forge Mill Racing with Chevron Cars                              | S2.0                                                             |
| 47°                                                               | 77                                                               | "Werner" / Tibor                                                 | BMW 3.0 CSL                                                      | Fa.Benedens                                                      | T+2.0                                                            |
| 48°                                                               | 40                                                               | Bross / Kottulinsky                                              | Lola T290 Ford                                                   | Berga Batterien Rastatt                                          | S2.0                                                             |
| 49°                                                               | 14                                                               | Blancpain / Lehmann / Gantner                                    | Porsche 908/03                                                   | Roland Heiler                                                    | S3.0                                                             |
| 50°                                                               | 71                                                               | Stuck / Ickx                                                     | BMW 3.0 CSL                                                      | BMW Motorsport GmbH                                              | T+2.0                                                            |
| 51°                                                               | 29                                                               | Smith / Monti                                                    | Chevron B23 Ford                                                 | Peter Smith                                                      | S2.0                                                             |
| 52°                                                               | 44                                                               | Loos / Fitzpatrick                                               | Porsche Carrera RSR                                              | Polifac Racing Team (GELO)                                       | GT+1.6                                                           |
| 1000 Kilómetros de Imola 02/06/1974 Autodromo Enzo e Dino Ferrari |                                                                  |                                                                  |                                                                  |                                                                  |                                                                  |
| Pos                                                               | N°                                                               | Piloto                                                           | Auto                                                             | Equipo                                                           | Clase                                                            |
| 1°                                                                | 2                                                                | Larrousse / Pescarolo                                            | Matra-Simca MS670C                                               | Equipe Gitanes                                                   | S3.0                                                             |
| 2°                                                                | 4                                                                | Stommelen / Reutemann                                            | Alfa Romeo T33/TT/12                                             | Autodelta SpA                                                    | S3.0                                                             |
| 3°                                                                | 5                                                                | de Adamich / Facetti                                             | Alfa Romeo T33/TT/12                                             | Autodelta SpA                                                    | S3.0                                                             |
| 4°                                                                | 1                                                                | Beltoise / Jarier                                                | Matra-Simca MS670C                                               | Equipe Gitanes                                                   | S3.0                                                             |
| 5°                                                                | 152                                                              | Keller / Heyer                                                   | Porsche Carrera RSK                                              | Samson Kremer Team                                               | GT3.0                                                            |
| 6°                                                                | 144                                                              | Schön / Borri                                                    | Porsche Carrera RSR                                              | Jolly Club                                                       | GT3.0                                                            |
| 7°                                                                | 151                                                              | Wollek / Seguin                                                  | Porsche Carrera RSR                                              | Jean-Marc Seguin                                                 | GT3.0                                                            |
| 8°                                                                | 9                                                                | Blancpain / Lehmann / Jöst                                       | Porsche 908/03                                                   | Joest Racing                                                     | S3.0                                                             |
| 9°                                                                | 87                                                               | Francisci / Tondelli                                             | Chevron B26 Ford                                                 | Eris Tondelli                                                    | S1.3                                                             |
| 10°                                                               | 90                                                               | "Bramen" / Garrone                                               | AMS 274 Ford                                                     | "Bramen"                                                         | S1.3                                                             |
| 11°                                                               | 122                                                              | Gallo / Locatelli                                                | De Tomaso Pantera                                                | Blue                                                             | GT+3.0                                                           |
| 12°                                                               | 36                                                               | "Tatog" / Grano / Voltolina                                      | March 74S BMW                                                    | Achille Voltolina                                                | S2.0                                                             |
| 13°                                                               | 12                                                               | Migault / Jaussaud                                               | Ligier JS2 Maserati                                              | Automobiles Ligier                                               | S3.0                                                             |
| 14°                                                               | 68                                                               | Bilotti / Barberio                                               | Abarth-Osella PA2                                                | Torino Corse                                                     | S1.6                                                             |
| 15°                                                               | 35                                                               | Nesti / Morelli                                                  | Lola T294 BMW                                                    | Scuderia S. Michele                                              | S2.0                                                             |
| 16°                                                               | 45                                                               | Fossati / Mola                                                   | Lola T290 Abarth                                                 | Guido Fossati                                                    | S2.0                                                             |
| 17°                                                               | 7                                                                | Schurti / Koinigg                                                | Porsche Carrera RSR Turbo                                        | Martini Racing Team                                              | S3.0                                                             |
| 18°                                                               | 149                                                              | Elford / Barth / Fitzpatrick                                     | Porsche Carrera RSR                                              | Gelo Racing                                                      | GT3.0                                                            |
| 19°                                                               | 143                                                              | Bonomelli / Ballot-Léna                                          | Porsche Carrera RSR                                              | Ennio Bonomelli                                                  | GT3.0                                                            |
| 20°                                                               | 6                                                                | van Lennep / Müller                                              | Porsche Carrera RSR Turbo                                        | Martini Racing Team                                              | S3.0                                                             |
| 21°                                                               | 141                                                              | Haldi / Bosch                                                    | Porsche Carrera RSR                                              | Porsche Club Romand                                              | GT3.0                                                            |
| 22°                                                               | 33                                                               | Melville / "Gianfranco"                                          | Abarth-Osella PA2                                                | Abarth-Osella                                                    | S2.0                                                             |
| 23°                                                               | 37                                                               | Cerulli-Irelli / Verrocchio                                      | AMS 274 Ford                                                     | AMS Corse                                                        | S2.0                                                             |
| 24°                                                               | 153                                                              | Schickentanz / Deutsch                                           | Porsche Carrera RSR                                              | Samson Kremer Team                                               | GT3.0                                                            |
| 25°                                                               | 8                                                                | Jöst / Casoni                                                    | Porsche 908/03                                                   | Joest Racing                                                     | S3.0                                                             |
| 26°                                                               | 142                                                              | Ilotte / Zbinden                                                 | Porsche Carrera RSR                                              | Porsche Club Romand                                              | GT3.0                                                            |
| 27°                                                               | 32                                                               | Lafosse / Bell                                                   | Abarth-Osella PA2                                                | Abarth-Osella                                                    | S2.0                                                             |
| 28°                                                               | 41                                                               | "PAM" / Berruto                                                  | Lola T292 Ford                                                   | Scuderia Brescia Corse                                           | S2.0                                                             |
| 29°                                                               | 38                                                               | Buonapace / Zorzi                                                | GRD S73 Ford                                                     | Monzeglio                                                        | S2.0                                                             |
| 30°                                                               | 148                                                              | Fitzpatrick / Loos                                               | Porsche Carrera RSR                                              | Gelo Racing                                                      | GT3.0                                                            |
| 31°                                                               | 89                                                               | Moreschi / Ranzolin                                              | Chevron B23 Ford                                                 | Luigi Moreschi                                                   | S1.3                                                             |
| 32°                                                               | 43                                                               | Turizio / Nappi / Radicella                                      | Lola T294 Ford                                                   | Scuderia Vesuvio                                                 | S2.0                                                             |
| 33°                                                               | 11                                                               | Manfredini / Gagliardi                                           | Lola T282 Ford                                                   | Scuderia Brescia Corse                                           | S3.0                                                             |
| 34°                                                               | 3                                                                | Merzario / Ickx                                                  | Alfa Romeo T33/TT/12                                             | Autodelta SpA                                                    | S3.0                                                             |
| 35°                                                               | 34                                                               | Galli / Rosselli                                                 | Abarth-Osella PA2                                                | Alberto Rosselli                                                 | S2.0                                                             |
| 36°                                                               | 67                                                               | Filannino / Marzi                                                | Dallara 1600 Ford                                                | Roberto Filannino                                                | S1.6                                                             |
| 37°                                                               | 40                                                               | Mohr / Finotto                                                   | AMS 274 Ford                                                     | Jolly Club                                                       | S2.0                                                             |
| 38°                                                               | 145                                                              | "Tambauto" / "PAM"                                               | Porsche Carrera RS                                               | Scuderia Brescia Corse                                           | GT3.0                                                            |
| 24 Horas de Le Mans 16/06/1974 Circuito de la Sarthe              |                                                                  |                                                                  |                                                                  |                                                                  |                                                                  |
| Pos                                                               | N°                                                               | Piloto                                                           | Auto                                                             | Equipo                                                           | Clase                                                            |
| 1°                                                                | 7                                                                | Pescarolo / Larrousse                                            | Matra-Simca MS670C                                               | Equipe Gitanes                                                   | S3.0                                                             |
| 2°                                                                | 22                                                               | Müller / van Lennep                                              | Porsche Carrera RSR Turbo                                        | Martini Racing Team                                              | S3.0                                                             |
| 3°                                                                | 9                                                                | Jabouille / Migault                                              | Matra-Simca MS670C                                               | Equipe Gitanes                                                   | S3.0                                                             |
| 4°                                                                | 11                                                               | Bell / Hailwood                                                  | Gulf GR7 Ford                                                    | Gulf Research Racing Company                                     | S3.0                                                             |
| 5°                                                                | 71                                                               | Grandet / Bardini                                                | Ferrari 365 GTB/4                                                | Raymond Touroul                                                  | GT                                                               |
| 6°                                                                | 54                                                               | Heinz / Cudini                                                   | Ferrari 365 GTB/4                                                | North American Racing Team                                       | GT                                                               |
| 7°                                                                | 66                                                               | Chenevière / Zbinden / Dubois                                    | Porsche Carrera RSR                                              | Porsche Club Romand                                              | GT                                                               |
| 8°                                                                | 15                                                               | Laffite / Serpaggi                                               | Ligier JS2 Maserati                                              | Automobiles Ligier                                               | S3.0                                                             |
| 9°                                                                | 1                                                                | Andruet / Zeccoli                                                | Ferrari 312 P                                                    | North American Racing Team                                       | S3.0                                                             |
| 10°                                                               | 70                                                               | Touroul / Cachia / Rua                                           | Porsche Carrera RSR                                              | ASA Cachia - Bondy                                               | GT                                                               |
| 11°                                                               | 56                                                               | Ethuin / Guitteny                                                | Ferrari 365 GTB/4                                                | North American Racing Team                                       | GT                                                               |
| 12°                                                               | 69                                                               | Nageotte / Laffeach / Jaunet                                     | Porsche Carrera RSR                                              | Claude Haldi                                                     | GT                                                               |
| 13°                                                               | 59                                                               | Verney / Mauroy / Rénier                                         | Porsche Carrera RS                                               | Pierre Mauroy                                                    | GT                                                               |
| 14°                                                               | 63                                                               | Méo / Lagniez                                                    | Porsche Carrera RSR                                              | Jean-Claude Lagniez                                              | GT                                                               |
| 15°                                                               | 86                                                               | Aubriet / "Depnic"                                               | BMW 3.0 CSL 3.5                                                  | Jean-Claude Aubriet                                              | T                                                                |
| 16°                                                               | 57                                                               | Mignot / Jones                                                   | Ferrari 365 GTB/4                                                | Marcel Mignot                                                    | GT                                                               |
| 17°                                                               | 30                                                               | Beckers / Laurent / Fontaine                                     | Chevron B23 Ford                                                 | "Christine" - Ecurie Seiko Scato                                 | S2.0                                                             |
| 18°                                                               | 51                                                               | Greder / "Beaumont"                                              | Chevrolet Corvette                                               | Henri Greder                                                     | GT                                                               |
| 19°                                                               | 65                                                               | Poirot / Rondeau                                                 | Porsche 908/02                                                   | Christian Poirot                                                 | S3.0                                                             |
| 20°                                                               | 73                                                               | Keyser / Minter / Blancpain                                      | Porsche Carrera RSR                                              | Paul Blancpain - Toad Hall                                       | GT                                                               |
| 21°                                                               | 25                                                               | Okamoto / Takahashi / Terada                                     | Sigma MC74 Mazda                                                 | Mazda Automotive                                                 | S3.0                                                             |
| 22°                                                               | 72                                                               | Pesch / Barth                                                    | Porsche Carrera RSR                                              | Polifac Gelo Racing Team                                         | GT                                                               |
| 23°                                                               | 62                                                               | Bond / de Fierlant                                               | Porsche Carrera RSR                                              | Ecurie Francorchamps                                             | GT                                                               |
| 24°                                                               | 67                                                               | Vollery / Chapuis / Dorchy                                       | Porsche Carrera RSR                                              | Porsche Club Romand                                              | GT                                                               |
| 25°                                                               | 90                                                               | Guérie / Godard / Fornage                                        | Ford Capri LV                                                    | Shark Team                                                       | T                                                                |
| 26°                                                               | 10                                                               | Craft / Nicholson                                                | De Cadenet LM Ford                                               | Alain De Cadenet                                                 | S3.0                                                             |
| 27°                                                               | 87                                                               | Mohr / Facetti / Finotto                                         | BMW 3.0 CSL                                                      | BMW Jolly Club                                                   | T                                                                |
| 28°                                                               | 43                                                               | Mieusset / Servanin / Stalder                                    | Lola T292 ROC                                                    | Racing Organisation Course                                       | S2.0                                                             |
| 29°                                                               | 44                                                               | Cuynet / Evrard / Gama                                           | Porsche 910                                                      | Gérard Cuynet                                                    | S2.0                                                             |
| 30°                                                               | 64                                                               | Loos / Schickentanz                                              | Porsche Carrera RSR                                              | Polifac Gelo Racing Team                                         | GT                                                               |
| 31°                                                               | 17                                                               | Ortega / Merello / Ranft                                         | Porsche 908/02 Flunder                                           | Ortega Ecuador Marlboro Team                                     | S3.0                                                             |
| 32°                                                               | 8                                                                | Jaussaud / Wollek / Dolhem                                       | Matra-Simca MS670B                                               | Equipe Gitanes                                                   | S3.0                                                             |
| 33°                                                               | 61                                                               | Ballot-Léna / Elford                                             | Porsche Carrera RSR                                              | Robert Buchet                                                    | GT                                                               |
| 34°                                                               | 6                                                                | Jarier / Beltoise                                                | Matra-Simca MS680                                                | Equipe Gitanes                                                   | S3.0                                                             |
| 35°                                                               | 21                                                               | Schurti / Koinigg                                                | Porsche Carrera RSR Turbo                                        | Martini Racing Team                                              | S3.0                                                             |
| 36°                                                               | 14                                                               | Chasseuil / Leclère                                              | Ligier JS2 Maserati                                              | Automobiles Ligier                                               | S3.0                                                             |
| 37°                                                               | 68                                                               | Keller / Heyer / Kremer                                          | Porsche Carrera RSR                                              | Samson Kremer Team                                               | GT                                                               |
| 38°                                                               | 46                                                               | Rojas / Rebaque / van Beuren, Jr.                                | Porsche Carrera RSR                                              | Rebaque Rojas-Racing Team                                        | S3.0                                                             |
| 39°                                                               | 12                                                               | Schuppan / Wisell                                                | Gulf GR7 Ford                                                    | Gulf Research Racing Company                                     | S3.0                                                             |
| 40°                                                               | 23                                                               | Mamers / Lapeyre                                                 | Grac MT20 JRD                                                    | Mamers-Grac-Gotti-Meca                                           | S2.0                                                             |
| 41°                                                               | 58                                                               | Haldi / Fernández / Seguin                                       | Porsche Carrera RSR                                              | Escudería Montjuich                                              | GT                                                               |
| 42°                                                               | 19                                                               | Boucard / Cosson / Wicky                                         | Porsche 908/02                                                   | Wicky Racing Team                                                | S3.0                                                             |
| 43°                                                               | 28                                                               | Schulthess / Lateste                                             | Lola T284 Ford                                                   | Michel Dupont Scato                                              | S3.0                                                             |
| 44°                                                               | 18                                                               | Gagliardi / Lafosse                                              | Ferrari Dino 308 GT4                                             | North American Racing Team                                       | S3.0                                                             |
| 45°                                                               | 60                                                               | Striebig / Kirschoffer / Chateau                                 | Porsche Carrera RSR                                              | Louis Meznarie                                                   | GT                                                               |
| 46°                                                               | 52                                                               | Cohen-Olivar / Carron                                            | De Tomaso Pantera Ford                                           | Wicky Racing Team                                                | GT                                                               |
| 47°                                                               | 31                                                               | Torredemer / Fernández / Tramont                                 | Porsche 908/03                                                   | Ecurie Tibidabo                                                  | S3.0                                                             |
| 48°                                                               | 55                                                               | Paoli / Couderc                                                  | Ferrari 365 GTB/4                                                | North American Racing Team                                       | GT                                                               |
| 49°                                                               | 27                                                               | Dupont / Brillat / Fischer                                       | Chevron B23/26 Ford                                              | Michel Dupont Scato                                              | S2.0                                                             |
| 1000 Kilómetros de Zeltweg 30/06/1974 Osterreichring              |                                                                  |                                                                  |                                                                  |                                                                  |                                                                  |
| Pos                                                               | N°                                                               | Piloto                                                           | Auto                                                             | Equipo                                                           | Clase                                                            |
| 1°                                                                | 5                                                                | Pescarolo / Larrousse                                            | Matra-Simca MS670C                                               | Equipe Gitanes                                                   | S3.0                                                             |
| 2°                                                                | 3                                                                | Facetti / de Adamich                                             | Alfa Romeo T33/TT/12                                             | Autodelta SpA                                                    | S3.0                                                             |
| 3°                                                                | 6                                                                | Jarier / Beltoise                                                | Matra-Simca MS670C                                               | Equipe Gitanes                                                   | S3.0                                                             |
| 4°                                                                | 4                                                                | Hailwood / Bell                                                  | Gulf Mirage GR7 Ford                                             | Gulf Racing                                                      | S3.0                                                             |
| 5°                                                                | 1                                                                | Ickx / Merzario / Brambilla                                      | Alfa Romeo T33/TT/12                                             | Autodelta SpA                                                    | S3.0                                                             |
| 6°                                                                | 7                                                                | van Lennep / Müller                                              | Porsche Carrera RSR Turbo                                        | Martini Racing Team                                              | S3.0                                                             |
| 7°                                                                | 23                                                               | Scott / Barrios                                                  | Chevron B26 Ford                                                 | Forge Mill Racing                                                | S2.0                                                             |
| 8°                                                                | 25                                                               | Harrower / Jones                                                 | Chevron B23 Ford                                                 | James Bell                                                       | S2.0                                                             |
| 9°                                                                | 33                                                               | Keller / Heyer / Kremer                                          | Porsche Carrera RSR                                              | Samson Kremer Team                                               | GT+2.0                                                           |
| 10°                                                               | 32                                                               | Wisell / Heyer / Keller                                          | Porsche Carrera RSR                                              | Samson Kremer Team                                               | GT+2.0                                                           |
| 11°                                                               | 35                                                               | Loos / Schenken                                                  | Porsche Carrera RSR                                              | Gelo Racing                                                      | GT+2.0                                                           |
| 12°                                                               | 34                                                               | Barth / Pesch / Schickentanz                                     | Porsche Carrera RSR                                              | Gelo Racing                                                      | GT+2.0                                                           |
| 13°                                                               | 41                                                               | Bertrams / Ekberg                                                | Porsche Carrera RSR                                              | Hartwig Bertrams                                                 | GT+2.0                                                           |
| 14°                                                               | 40                                                               | Rojas / Rebaque / van Beuren, Jr.                                | Porsche Carrera RSR                                              | Rebaque-Rojas Racing                                             | GT+2.0                                                           |
| 15°                                                               | 26                                                               | Birchenhough / Zanuso                                            | Lola T294 Ford                                                   | Dorset Racing Associates                                         | S2.0                                                             |
| 16°                                                               | 36                                                               | Haldi / Fernández                                                | Porsche Carrera RSR                                              | Porsche Club Romand                                              | GT+2.0                                                           |
| 17°                                                               | 37                                                               | Chenevière / Zbinden / Brandenberger                             | Porsche Carrera RSR                                              | Porsche Club Romand                                              | GT+2.0                                                           |
| 18°                                                               | 31                                                               | Schön / Borri                                                    | Porsche Carrera RSR                                              | Jolly Club                                                       | GT+2.0                                                           |
| 19°                                                               | 18                                                               | Sheldon / Sabourin                                               | March 74S Ford                                                   | Paulenco Racing                                                  | S2.0                                                             |
| 20°                                                               | 20                                                               | Dupont / Beckers                                                 | Chevron B26 Ford                                                 | Scato                                                            | S2.0                                                             |
| 21°                                                               | 9                                                                | Ferrier / Blancpain                                              | Porsche 908/03                                                   | Joest Racing                                                     | S3.0                                                             |
| 22°                                                               | 22                                                               | Smith / Robarts                                                  | Chevron B23 Ford                                                 | Ecurie Ecosse                                                    | S2.0                                                             |
| 23°                                                               | 50                                                               | Long / Lloyd                                                     | Chevron B23 Ford                                                 | Peter Long                                                       | S2.0                                                             |
| 24°                                                               | 39                                                               | Maurer-Stroh / Ausserhofer                                       | Porsche Carrera RSR                                              | Hanno Maurer-Stroh                                               | GT+2.0                                                           |
| 25°                                                               | 2                                                                | Stommelen / Reutemann                                            | Alfa Romeo T33/TT/12                                             | Autodelta SpA                                                    | S3.0                                                             |
| 26°                                                               | 10                                                               | Jöst / Kauhsen                                                   | Porsche 908/03                                                   | Joest Racing                                                     | S3.0                                                             |
| 27°                                                               | 14                                                               | Serpaggi / Jaussaud                                              | Ligier JS2 Maserati                                              | Automobiles Ligier                                               | S3.0                                                             |
| 28°                                                               | 29                                                               | LeGuellec / Heavens                                              | Lola T294 Ford                                                   | Escudería Montjuich                                              | S2.0                                                             |
| 29°                                                               | 24                                                               | Grob / Hine                                                      | Chevron B26 Ford                                                 | KVG Racing                                                       | S2.0                                                             |
| 30°                                                               | 8                                                                | Koinigg / Schurti                                                | Porsche Carrera RSR Turbo                                        | Martini Racing Team                                              | S3.0                                                             |
| 31°                                                               | 19                                                               | Johnson / Stubbs                                                 | March 74S Ford                                                   | Paulenco Racing                                                  | S2.0                                                             |
| 32°                                                               | 38                                                               | Ballot-Léna / Wollek                                             | Porsche Carrera RSR                                              | Robert Buchet                                                    | GT+2.0                                                           |
| 33°                                                               | 52                                                               | Raymond / Müller                                                 | Scorpion JB5 Ford                                                | John Blanckney                                                   | S2.0                                                             |
| 34°                                                               | 15                                                               | Müller-Perschl / Braun                                           | KMW SP30 Porsche Turbo                                           | Kurt Hild                                                        | S3.0                                                             |
| 35°                                                               | 12                                                               | Migault / Chasseuil                                              | Ligier JS2 Maserati                                              | Automobiles Ligier                                               | S3.0                                                             |
| 36°                                                               | 16                                                               | Hild / Anspann                                                   | KMW SP30 Porsche                                                 | Rosenheim Motor Sport Club                                       | S3.0                                                             |
| 6 Horas de Watkins Glen 13/07/1974 Watkins Glen International     |                                                                  |                                                                  |                                                                  |                                                                  |                                                                  |
| Pos                                                               | N°                                                               | Piloto                                                           | Auto                                                             | Equipo                                                           | Clase                                                            |
| 1°                                                                | 1                                                                | Jarier / Beltoise                                                | Matra-Simca MS670C                                               | Equipe Matra                                                     | S3.0                                                             |
| 2°                                                                | 9                                                                | Müller / van Lennep                                              | Porsche Carrera RSR Turbo                                        | Martini Racing/Porsche System                                    | S3.0                                                             |
| 3°                                                                | 59                                                               | Gregg / Haywood                                                  | Porsche Carrera RSR                                              | Brumos Porsche-Audi Corp.                                        | -                                                                |
| 4°                                                                | 74                                                               | Heimrath / Cook                                                  | Porsche Carrera RSR                                              | Heimrath Turbo, Inc.                                             | -                                                                |
| 5°                                                                | 88                                                               | DeLorenzo / Carter                                               | Chevrolet Camaro                                                 | Mo Carter Firestone Performance Centre                           | -                                                                |
| 6°                                                                | 65                                                               | Bienvenue / Dancose                                              | Porsche Carrera RSR                                              | Jacques Bienvenue                                                | -                                                                |
| 7°                                                                | 36                                                               | Miller / Miller                                                  | Chevrolet Camaro                                                 | Miller Brothers Racing Enterprises                               | -                                                                |
| 8°                                                                | 34                                                               | Posey / Hobbs / Forbes-Robinson                                  | Porsche Carrera RSR                                              | Ted Trudon Porsche - Audi, Inc.                                  | GT                                                               |
| 9°                                                                | 46                                                               | Carter / Laughlin                                                | Chevrolet Camaro                                                 | Craig Carter Racing                                              | -                                                                |
| 10°                                                               | 5                                                                | Keyser / Minter                                                  | Porsche Carrera RSR                                              | Toad Hall Motor Racing                                           | GT                                                               |
| 11°                                                               | 91                                                               | Pierce / Mills                                                   | Chevrolet Corvette                                               | Roger Pierce Racing                                              | -                                                                |
| 12°                                                               | 61                                                               | Oleyar / Feinstein                                               | Chevrolet Corvette                                               | Feinstein Racing Enterprises                                     | -                                                                |
| 13°                                                               | 43                                                               | O'Steen / Graves / Helmick                                       | Porsche Carrera RSR                                              | International Performance Center, Inc.                           | GT                                                               |
| 14°                                                               | 99                                                               | Fisher / Dupont                                                  | Chevron B23 Ford                                                 | Professional Racing Associates                                   | S2.0                                                             |
| 15°                                                               | 60                                                               | Merzario / Andretti                                              | Alfa Romeo T33/TT/12                                             | Autodelta                                                        | S3.0                                                             |
| 16°                                                               | 95                                                               | Barber / Hagestad                                                | Porsche Carrera RSR                                              | Robert Hagestad                                                  | -                                                                |
| 17°                                                               | 2                                                                | Pescarolo / Larrousse                                            | Matra-Simca MS670C                                               | Equipe Matra                                                     | S3.0                                                             |
| 18°                                                               | 24                                                               | Buffum / Follmer / Lunger                                        | BMW 3.0 CSL                                                      | Hurtig Team Libra                                                | -                                                                |
| 19°                                                               | 55                                                               | Hiss / Cudini                                                    | Ferrari 365 GTB/4                                                | North American Racing Team                                       | GT                                                               |
| 20°                                                               | 87                                                               | Rynone / Wiernicki / Wiernicki                                   | Chevrolet Corvette                                               | Rynone Industries                                                | -                                                                |
| 21°                                                               | 57                                                               | Grossman / Young / Zeccoli                                       | De Tomaso Pantera                                                | F. J. Maka Racing                                                | GT                                                               |
| 22°                                                               | 3                                                                | Theodoracopulos / Kwech                                          | Ford Capri RS 2600                                               | Harry Theodoracopulos                                            | -                                                                |
| 23°                                                               | 92                                                               | Oest / Tillson / Higgins                                         | Porsche Carrera RSR                                              | Oest-Tillson Racing                                              | GT                                                               |
| 24°                                                               | 82                                                               | Garcia-Veiga / Waco / Monguzzi                                   | Ferrari 365 GTB/4                                                | Francisco Mir Racing Team                                        | -                                                                |
| 25°                                                               | 110                                                              | Mitchell / Nehl                                                  | Chevrolet Camaro                                                 | Bolus & Snopes, Ltd.                                             | -                                                                |
| 26°                                                               | 16                                                               | Aase / Patrick                                                   | Porsche 908/02 Flunder                                           | Aase Brothers                                                    | S3.0                                                             |
| 27°                                                               | 25                                                               | Everett / Morton                                                 | Alfa Romeo Montreal                                              | Bobcor                                                           | -                                                                |
| 28°                                                               | 13                                                               | Agor / Nichter                                                   | Chevrolet Camaro                                                 | Warren Agor Racing Enterprises                                   | -                                                                |
| 29°                                                               | 30                                                               | Davidson / Witzenburg                                            | Chevrolet Corvette                                               | Davidson Racing                                                  | -                                                                |
| 1000 Kilómetros de Le Castellet 15/08/1974 Circuito Paul Ricard   |                                                                  |                                                                  |                                                                  |                                                                  |                                                                  |
| Pos                                                               | N°                                                               | Piloto                                                           | Auto                                                             | Equipo                                                           | Clase                                                            |
| 1°                                                                | 1                                                                | Beltoise / Jarier                                                | Matra-Simca MS670C                                               | Equipe Gitanes                                                   | S3.0                                                             |
| 2°                                                                | 2                                                                | Pescarolo / Larrousse                                            | Matra-Simca MS670C                                               | Equipe Gitanes                                                   | S3.0                                                             |
| 3°                                                                | 7                                                                | Bell / Ickx                                                      | Gulf Mirage GR7 Ford                                             | Gulf Research Racing                                             | S3.0                                                             |
| 4°                                                                | 16                                                               | Jöst / Casoni                                                    | Porsche 908/03                                                   | Joest Racing                                                     | S3.0                                                             |
| 5°                                                                | 17                                                               | Blancpain / Lehmann                                              | Porsche 908/03                                                   | Joest Racing                                                     | S3.0                                                             |
| 6°                                                                | 19                                                               | Chasseuil / Migault                                              | Ligier JS2 Maserati                                              | Automobiles Ligier                                               | S3.0                                                             |
| 7°                                                                | 14                                                               | Müller / van Lennep                                              | Porsche Carrera RSR Turbo                                        | Martini Racing Team                                              | S3.0                                                             |
| 8°                                                                | 57                                                               | Schenken / Stommelen                                             | Porsche Carrera RSR                                              | Gelo Racing                                                      | GT                                                               |
| 9°                                                                | 58                                                               | Barth / Schickentanz                                             | Porsche Carrera RSR                                              | Gelo Racing                                                      | GT                                                               |
| 10°                                                               | 52                                                               | Deutsch / Heyer                                                  | Porsche Carrera RSR                                              | Samson Kremer Team                                               | GT                                                               |
| 11°                                                               | 56                                                               | Simonsen / Ekberg                                                | Porsche Carrera RSR                                              | Kurt Simonsen                                                    | GT                                                               |
| 12°                                                               | 51                                                               | Schön / Borri                                                    | Porsche Carrera RSR                                              | Giorgio Schön                                                    | GT                                                               |
| 13°                                                               | 29                                                               | Long / Rouff                                                     | Chevron B23 Ford                                                 | Stuart Chubb                                                     | S2.0                                                             |
| 14°                                                               | 47                                                               | Fitzpatrick / Bertrams                                           | Porsche Carrera RSR                                              | Samson Kremer Team                                               | GT                                                               |
| 15°                                                               | 54                                                               | Grandet / Gentis                                                 | Porsche Carrera RSR                                              | Robert Buchet                                                    | GT                                                               |
| 16°                                                               | 59                                                               | Chateau / Striebig                                               | Porsche Carrera RSR                                              | Jean-Louis Chateau                                               | GT                                                               |
| 17°                                                               | 22                                                               | Smith / Camilli                                                  | Chevron B23 Ford                                                 | Motor Race Consultants                                           | S2.0                                                             |
| 18°                                                               | 10                                                               | Brambilla / Henton                                               | March 74S Ford                                                   | Mike Coombe Autoracing                                           | S3.0                                                             |
| 19°                                                               | 46                                                               | Vollery / Chapuis                                                | Porsche Carrera RSR                                              | Porsche Club Romand                                              | GT                                                               |
| 20°                                                               | 30                                                               | Verney / Brillat                                                 | Chevron B23 Ford                                                 | Michel Dupont                                                    | S2.0                                                             |
| 21°                                                               | 36                                                               | Ethuin / Mamers                                                  | Lola T292 ROC                                                    | Racing Organisation Course                                       | S2.0                                                             |
| 22°                                                               | 61                                                               | Guérie / Fornage                                                 | Ford Capri RS                                                    | Jean-Claude Guerie                                               | T                                                                |
| 23°                                                               | 55                                                               | Greder / "Beaumont" / Lagniez                                    | Chevrolet Corvette                                               | Greder Racing Team                                               | GT                                                               |
| 24°                                                               | 24                                                               | Raymond / Goodwin                                                | Lola T294 Ford                                                   | Target Racing                                                    | S2.0                                                             |
| 25°                                                               | 64                                                               | Aubriet / "Depnic"                                               | BMW 3.0 CSL                                                      | Jean-Claude Aubriet                                              | T                                                                |
| 26°                                                               | 38                                                               | Soria / Boeris                                                   | Abarth-Osella PA2                                                | Mugello Corse                                                    | S2.0                                                             |
| 27°                                                               | 11                                                               | Pianta / Pica                                                    | Lola T282 Ford                                                   | Giorgio Pianta                                                   | S3.0                                                             |
| 28°                                                               | 37                                                               | Ferrier / Henry                                                  | Lola T294 ROC                                                    | Racing Organisation Course                                       | S2.0                                                             |
| 29°                                                               | 20                                                               | Laffite / Leclère                                                | Ligier JS2 Maserati                                              | Automobiles Ligier                                               | S3.0                                                             |
| 30°                                                               | 50                                                               | Borras / Rua                                                     | Porsche Carrera RSR                                              | ASA Cachia                                                       | GT                                                               |
| 31°                                                               | 25                                                               | Dupont / Arnoux                                                  | Chevron B26 Ford                                                 | Michel Dupont Scato                                              | S2.0                                                             |
| 32°                                                               | 18                                                               | Müller-Perschl / Braun                                           | KMW SP30 Porsche Turbo                                           | Kurt Hild                                                        | S3.0                                                             |
| 33°                                                               | 12                                                               | Schulthess / de Fierlant                                         | Lola T284 Ford                                                   | Gulf Racing Team Suisse                                          | S3.0                                                             |
| 34°                                                               | 35                                                               | Stalder / Servanin                                               | Lola T294 ROC                                                    | Racing Organisation Course                                       | S2.0                                                             |
| 35°                                                               | 44                                                               | Haldi / Brandenberger                                            | Porsche Carrera RSR                                              | Porsche Club Romand                                              | GT                                                               |
| 36°                                                               | 45                                                               | Chenevière / Zbinden                                             | Porsche Carrera RSR                                              | Porsche Club Romand                                              | GT                                                               |
| 37°                                                               | 8                                                                | Schuppan / Wisell                                                | Gulf Mirage GR7 Ford                                             | Gulf Research Racing                                             | S3.0                                                             |
| 38°                                                               | 27                                                               | Hine / Grob                                                      | Chevron B26 Ford                                                 | KVG Racing                                                       | S2.0                                                             |
| 39°                                                               | 40                                                               | Ballot-Léna / Wollek                                             | Porsche Carrera RSR                                              | Robert Buchet                                                    | GT                                                               |
| 1000 Kilómetros de Brands Hatch 29/09/1974 Brands Hatch           |                                                                  |                                                                  |                                                                  |                                                                  |                                                                  |
| Pos                                                               | N°                                                               | Piloto                                                           | Auto                                                             | Equipo                                                           | Clase                                                            |
| 1°                                                                | 1                                                                | Beltoise / Jarier                                                | Matra-Simca MS670C                                               | Equipe Gitanes                                                   | S3.0                                                             |
| 2°                                                                | 2                                                                | Pescarolo / Larrousse                                            | Matra-Simca MS670C                                               | Equipe Gitanes                                                   | S3.0                                                             |
| 3°                                                                | 3                                                                | Bell / Hobbs                                                     | Gulf Mirage GR7 Ford                                             | Gulf Research Racing                                             | S3.0                                                             |
| 4°                                                                | 21                                                               | Gethin / Redman                                                  | Chevron B26 Hart                                                 | Chevron Cars Ltd.                                                | S2.0                                                             |
| 5°                                                                | 5                                                                | Müller / van Lennep                                              | Porsche Carrera RSR Turbo                                        | Martini Racing Team                                              | S3.0                                                             |
| 6°                                                                | 7                                                                | Barth / Haldi                                                    | Porsche 908/03                                                   | Joest Racing                                                     | S3.0                                                             |
| 7°                                                                | 23                                                               | De Cadenet / Melville                                            | Chevron B26 Ford                                                 | Pedro Domecq Racing                                              | S2.0                                                             |
| 8°                                                                | 12                                                               | Evans / Lloyd                                                    | March 74S Ford                                                   | Argyle Engineering with M. Coombe Racing                         | S3.0                                                             |
| 9°                                                                | 24                                                               | Hine / Grob                                                      | Chevron B26 Ford                                                 | KVG Racing                                                       | S2.0                                                             |
| 10°                                                               | 33                                                               | Holland / Birchenhough / Joscelyne                               | Lola T294 Ford                                                   | Dorset Racing Associates                                         | S2.0                                                             |
| 11°                                                               | 55                                                               | Fitzpatrick / Hezemans / Schurti                                 | Porsche Carrera RSR                                              | Gelo Racing                                                      | GT                                                               |
| 12°                                                               | 30                                                               | Harrower / Bracey / Taylor                                       | Chevron B21 Ford                                                 | James Bell                                                       | S2.0                                                             |
| 13°                                                               | 54                                                               | Merzario / Schurti / Fitzpatrick                                 | Porsche Carrera RSR                                              | Gelo Racing                                                      | GT                                                               |
| 14°                                                               | 42                                                               | Clarkson / Worthington                                           | Lola T292/4 Ford                                                 | Hurford-Jones                                                    | S2.0                                                             |
| 15°                                                               | 51                                                               | Keller / Heyer / Pilette                                         | Porsche Carrera RSR                                              | Samson Kremer Team                                               | GT                                                               |
| 16°                                                               | 59                                                               | Chenevière / De Stefano                                          | Porsche Carrera RSR                                              | Toblerone                                                        | GT                                                               |
| 17°                                                               | 8                                                                | Jöst / Casoni                                                    | Porsche 908/03                                                   | Joest Racing                                                     | S3.0                                                             |
| 18°                                                               | 29                                                               | Clark / Martin                                                   | Chevron B23 Ford                                                 | Peter Clark                                                      | S2.0                                                             |
| 19°                                                               | 14                                                               | Touroul / "Asterix"                                              | Porsche Carrera RSR                                              | Marco Racing                                                     | S3.0                                                             |
| 20°                                                               | 4                                                                | Schuppan / Wisell                                                | Gulf Mirage GR7 Ford                                             | Gulf Research Racing                                             | S3.0                                                             |
| 21°                                                               | 38                                                               | de Lamare / Prado                                                | March 74S Ford                                                   | S.P.I. Racing                                                    | S2.0                                                             |
| 22°                                                               | 28                                                               | Goodwin / Smith / Keegan                                         | Chevron B23 Ford                                                 | Motor Race Consultants                                           | S2.0                                                             |
| 23°                                                               | 31                                                               | Walker / Raymond                                                 | Lola T294 Ford                                                   | Target Racing                                                    | S2.0                                                             |
| 24°                                                               | 32                                                               | LeGuellec / Birrane                                              | Lola T294 Ford                                                   | Escudería Montjuich                                              | S2.0                                                             |
| 25°                                                               | 52                                                               | Heyer / Wollek                                                   | Porsche Carrera RSR                                              | Samson Kremer Team                                               | GT                                                               |
| 26°                                                               | 9                                                                | Pica / Lombardi                                                  | Lola T282 Ford                                                   | Jolly Club                                                       | S3.0                                                             |
| 27°                                                               | 26                                                               | Rebaque / Robarts                                                | Chevron B23 Ford                                                 | Ecurie Ecosse                                                    | S2.0                                                             |
| 28°                                                               | 27                                                               | Jones / Jones                                                    | Chevron B23 Ford                                                 | Victoria Sporting Club                                           | S2.0                                                             |
| 29°                                                               | 53                                                               | Hezemans / Schickentanz / Fitzpatrick                            | Porsche Carrera RSR                                              | Gelo Racing                                                      | GT                                                               |
| 30°                                                               | 22                                                               | Lepp / Scott                                                     | Chevron B26 Ford                                                 | Pedro Domecq Racing                                              | S2.0                                                             |
| 31°                                                               | 44                                                               | Cole / Cole                                                      | Chevron B23 Ford                                                 | John Cole                                                        | S2.0                                                             |
| 32°                                                               | 56                                                               | Faure / Bond / "Beurlys"                                         | Porsche Carrera RSR                                              | Ecurie Francorchamps                                             | GT                                                               |
| 33°                                                               | 37                                                               | Sheldon / "Larama"                                               | March 74S Ford                                                   | Paulenco Racing                                                  | S2.0                                                             |
| 34°                                                               | 40                                                               | Buzaglo / MacDonald                                              | Chevron B23 Ford                                                 | A. W. Brown                                                      | S2.0                                                             |
| 35°                                                               | 36                                                               | Beuttler / Andrews / Skeaping                                    | March 74S Ford                                                   | Paulenco Racing                                                  | S2.0                                                             |
| 6 Horas de Kyalami 09/11/1974 Kyalami                             |                                                                  |                                                                  |                                                                  |                                                                  |                                                                  |
| Pos                                                               | N°                                                               | Piloto                                                           | Auto                                                             | Equipo                                                           | Clase                                                            |
| 1°                                                                | 2                                                                | Larrousse / Pescarolo                                            | Matra-Simca MS670C                                               | Matra Simca                                                      | S3.0                                                             |
| 2°                                                                | 1                                                                | Beltoise / Jarier                                                | Matra-Simca MS670C                                               | Matra Simca                                                      | S3.0                                                             |
| 3°                                                                | 3                                                                | Bell / Hobbs                                                     | Gulf Mirage GR7 Ford                                             | Gulf Research Racing                                             | S3.0                                                             |
| 4°                                                                | 10                                                               | Tunmer / Lepp                                                    | Chevron B26 Ford                                                 | Team Lexington                                                   | S2.0                                                             |
| 5°                                                                | 22                                                               | Mass / Hezemans                                                  | Ford Capri RS 3100                                               | Ford                                                             | T                                                                |
| 6°                                                                | 20                                                               | Fitzpatrick / Stommelen / Schenken                               | Porsche 911 Carrera RSR                                          | Gelo Racing                                                      | GT                                                               |
| 7°                                                                | 21                                                               | Stommelen / Schenken / Loos                                      | Porsche 911 Carrera RSR                                          | Gelo Racing                                                      | ser.GT                                                           |
| 8°                                                                | 14                                                               | Lloyd / Tunmer                                                   | Lola T294 Ford                                                   | Simoniz Racing/Esçuderia Montjuich                               | S2.0                                                             |
| 9°                                                                | 27                                                               | Giovannoni / Niemann                                             | Mazda M12A                                                       | Holiday Inns                                                     | T                                                                |
| 10°                                                               | 19                                                               | Berrington-Smith / Martin                                        | Ecosse - Ford                                                    | Jack Holme                                                       | S2.0                                                             |
| 11°                                                               | 18                                                               | Rowe / Botha                                                     | Chevron B21 Ford                                                 | Team B.P.                                                        | S2.0                                                             |
| 12°                                                               | 4                                                                | Schuppan / Wisell                                                | Gulf Mirage GR7 Ford                                             | Gulf Research Racing                                             | S3.0                                                             |
| 13°                                                               | 6                                                                | Heiler / Barth / Bross                                           | Porsche 908/03                                                   | Joest Racing                                                     | S3.0                                                             |
| 14°                                                               | 23                                                               | Peterson / Scheckter                                             | BMW 3.0 CSL                                                      | B.M.W. Motorsport GmbH                                           | T                                                                |
| 15°                                                               | 5                                                                | Jöst / Müller                                                    | Porsche 908/03                                                   | Joest Racing                                                     | S3.0                                                             |
| 16°                                                               | 11                                                               | Grob / Hine                                                      | Chevron B26 Ford                                                 | K.V.G. Racing                                                    | S2.0                                                             |
| 17°                                                               | 16                                                               | Abrahams / Scott                                                 | Lola T292/4 Ford                                                 | Ray's Racing Team                                                | S2.0                                                             |
| 18°                                                               | 12                                                               | Obermoser / Walker                                               | TOJ SS02 BMW                                                     | Jorg Obermoser Team Eurorace                                     | S2.0                                                             |
| 19°                                                               | 30                                                               | Lavoipierre / van Rooyen                                         | Ford Cortina V6                                                  | Grosvenor/BIC Racing                                             | ZA+2.0                                                           |
| 20°                                                               | 34                                                               | Hart / Jute / Harradine                                          | Marauder F74 ER Mazda                                            | Team Jackson Fibreglass                                          | S3.0                                                             |
| 21°                                                               | 29                                                               | Critchfield / Flowers                                            | Ford Capri Perana                                                | Porto Motors                                                     | ZA+2.0                                                           |
| 22°                                                               | 8                                                                | Schulthess / Salomon                                             | Lola T284 Ford                                                   | Team Gulf Switzerland                                            | S3.0                                                             |
| 23°                                                               | 9                                                                | Scheckter / Gethin                                               | Chevron B26 Hart                                                 | Team Gunston/Richter Motors                                      | S2.0                                                             |
| 24°                                                               | 17                                                               | Drysdale / Cheales                                               | Chevron B21 Ford                                                 | Doug Drysdale                                                    | S2.0                                                             |
| 25°                                                               | 7                                                                | Manfredini / Moretti                                             | Lola T294 Ford                                                   | Jolly Club Switzerland                                           | S3.0                                                             |
| 26°                                                               | 15                                                               | Holland / Birchenhough                                           | Lola T294 Ford                                                   | Dorset Foods                                                     | S2.0                                                             |

## Posiciones finales
| CONSTRUCTORES    | CONSTRUCTORES | CONSTRUCTORES |
| Pos              | Equipo        | Puntos        |
| ---------------- | ------------- | ------------- |
| 1°               | Matra         | 140           |
| 2°               | Gulf Ford     | 81            |
| 3°               | Porsche       | 68            |
| 4°               | Alfa Romeo    | 65            |
| 5°               | Chevron       | 30            |
| 6°               | Ligier        | 12            |
| 7°               | Lola          | 10            |
| 8°               | Ferrari       | 8             |
| 9°               | March         | 3             |
| 10°              | Alpine        | 1             |
| 11°              | AMS           | 1             |
| 12°              | Ecosse        | 1             |
| CONSTRUCTORES GT |               |               |
| Pos              | Equipo        | Puntos        |
| 1°               | Porsche       | 140           |
| 2°               | Ferrari       | 20            |
| 3°               | De Tomaso     | 10            |
| 4°               | Chevrolet     | 8             |
| 5°               | BMW           | 3             |

| Predecesor: WSC 1973 | Campeonato Mundial de Resistencia 1974 | Sucesor: WSC 1975 |

- Datos: Q2741651